# Aroha Island
Aroha Island ist eine Insel in der Region Northland auf der Nordinsel Neuseelands. Eigentümer der Insel ist der Queen Elizabeth II National Trust und wird von diesem verwaltet. Die Insel liegt in der Bay of Islands, 12 km nordöstlich von Kerikeri und kann vom Festland aus über einen Damm mit dem Auto erreicht werden.
Auf der Insel, die als wichtiger Lebensraum der nördlichen Unterart des Streifenkiwi (Apteryx australis mantelli) gilt, befindet sich ein Informations- und Tourismuszentrum, das auch geführte Nachtwanderungen zur Beobachtung von Kiwis anbietet.